# Antón Kushnir
Antón Siarguéyevich Kushnir (en bielorruso: Антон Сяргеевіч Кушнір; Pokrovsk, URSS, 13 de octubre de 1984) es un deportista bielorruso que compite en esquí acrobático, especialista en la prueba de salto aéreo.
Participó en cuatro Juegos Olímpicos de Invierno, entre los años 2006 y 2018, obteniendo una medalla de oro en Sochi 2014, en la prueba de salto aéreo.
Ganó una medalla de bronce en el Campeonato Mundial de Esquí Acrobático de 2011.

## Medallero internacional
| Juegos Olímpicos   | Juegos Olímpicos             | Juegos Olímpicos  | Juegos Olímpicos |
| Año                | Lugar                        | Medalla           | Competición      |
| ------------------ | ---------------------------- | ----------------- | ---------------- |
| 2014               | Sochi (Rusia)                | Medalla de oro    | Salto aéreo      |
| Campeonato Mundial |                              |                   |                  |
| Año                | Lugar                        | Medalla           | Competición      |
| 2011               | Deer Valley (Estados Unidos) | Medalla de bronce | Salto aéreo      |